# João Gualberto de Oliveira
João Gualberto de Oliveira ComNSC (Funchal, 12 de Julho de 1788 — Lapa (Lisboa), 10 de Fevereiro de 1852), 1.º Barão de Tojal e 1.º Conde de Tojal, foi um político português.

## Biografia
Filho do Dr. João Francisco de Oliveira, Fidalgo da Casa Real, Médico da Real Câmara, Físico-Mor do Exército e Deputado às Cortes de 1822, e de sua mulher Maria Joaquina Farto.
Passou uma larga temporada em Londres, onde seu pai se encontrava homiziado, e regressou com ele a Portugal, depois de restabelecido o Regime Constitucional.
Entrou para a política não por militância política manifesta, mas por ser um homem rico e com conhecimentos técnicos financeiros. Segundo comentário de Oliveira Martins, tratava-se então de "um homem novo, rico, sem política, banqueiro, inglesado".
Em 1837, foi eleito Deputado às Cortes Constituintes e, em Junho desse mesmo ano, entrou na composição do Ministério, presidido por António Dias de Oliveira, como Ministro da Fazenda. Conservou aquela pasta no Ministério seguinte, da Presidência de Bernardo de Sá da Bandeira, 1.° Barão de Sá da Bandeira e 1.° Visconde de Sá da Bandeira, até 17 de Abril de 1838. Foi, também, durante este período, Ministro Interino da Marinha e Ultramar, de 25 de Outubro a 9 de Novembro de 18387, e Ministro do Reino, de 9 a 21 de Março de 1838. Foi, novamente, Ministro da Fazenda, em 1841, e, de novo, ainda, em 1842, tendo, desta vez, permanecido no Ministério até 1846. Dominada a Revolta da Maria da Fonte, foi, novamente, Ministro da Fazenda, em 1847, e Ministro dos Negócios Estrangeiros no último Ministério de António Bernardo da Costa Cabral, 1.° Conde de Tomar, de 18 de Junho de 1849 a 1851, ano em que o Movimento da Regeneração derrubou aquele Estadista.
Foi Presidente da Associação Comercial de Lisboa.
Não casou, mas deixou duas filhas, que reconheceu.
Foi Fidalgo Cavaleiro da Casa Real, Conselheiro de Estado Extraordinário, Par do Reino, Ministro de Estado, Comendador da Ordem de Nossa Senhora da Conceição de Vila Viçosa e Grã-Cruz da Ordem de Leopoldo I da Bélgica, etc.
Faleceu na Rua do Sacramento, número 210, freguesia da Lapa (Lisboa), estando sepultado no Cemitério dos Prazeres.